# Гвин, Энн
Энн Гвин (англ. Anne Gwynne), имя при рождении Маргарит Гвин Трайс (англ.  Marguerite Gwynne Trice; 10 декабря 1918 — 31 марта 2003) — американская актриса и модель, которая известна как одна из первых «королев крика» благодаря многочисленным появлениям в фильмах ужасов 1940-х годов.
Гвин известна ролями в таких фильмах, как «Чёрная пятница» (1940), «Флэш Гордон покоряет Вселенную» (1940), «Зелёный шершень» (1940), «Чёрный кот» (1941), «Загони их, ковбой» (1942), «Странное дело доктора Rx» (1942), «Дом Франкенштейна» (1944), «Странная женщина» (1944) и «Дик Трейси: встреча с Ужасным» (1947).
В годы Второй мировой войны Гвин была одной из самых популярных пин-ап девушек. Бабушка актёра Криса Пайна.

## Ранние годы жизни и начало карьеры
Энн Гвин, имя при рождении Маргарит Гвин Трайс родилась 10 декабря 1918 года в Вако, Техас, в семье, имевшей английские, валлийские и французские корни. Вскоре родители переехали в Сент-Луис, где Гвин изучала драматическое искусство в колледже Стивенса в Колумбии, Миссури .
Её отец, который одним из руководителей фирмы по производству купальников Catalina Swimwear, взял Энн в первый год её учёбы на профессиональный съезд в Лос-Анджелес. Вскоре Гвин вместе с семьёй переехала в Лос-Анджелес, где получила работу модели купальных костюмов Catalina.
Под именем Энн Гвин она начала играть в постановках местных театров, а в 1936 году сыграла в рекламном фильме «Плавание под водой» .
В июне 1939 года её заметили агенты по поиску талантов, организовав для её на просмотры в кинокомпаниях Universal Pictures и Warner Brothers. Гвин сначала пошла на Universal, где после 30-минутного собеседования без экранных проб с ней подписали контракт с постоянной зарплатой 75 долларов в неделю (по некоторым источникам, собеседование продолжалось 47 секунд). В итоге Гвин так и не пошла на собеседование на Warners, впоследствии размышляя о правильности своего поступка.

## Карьера в кинематографе

### Карьера на Universal Pictures
Гвин дебютировала на студии Universal в роли Китти в комедии «Неожиданный папа» (1939), в котором главную роль играл актёр-ребёнок Бэби Сэнди. Свою первую главную роль при звезде вестернов Джонни Мэк Брауне она сыграла в вестерне «Фронтир Оклахомы» (1939), за которым последовал второй совместный вестерн — «Негодяй из Ред Батта» (1940).
Вскоре Гвин стала постоянно играть главные женские роли в фильмах категории В, она играла в среднем в семи фильмах в год, иногда в двух-трёх фильмах одновременно. Всего в период с 1939 по 1944 год Гвин сыграла на Universal в 38 фильмах.
В конце 1939 года Гвин начала работу над своим первым хоррором «Чёрная пятница» (1940) с Борисом Карлоффом в роли доктора Эрнеста Совака и Белой Лугоши в роли гангстера. Как написал Грегори Мэнк в своей книге «Женщины в фильмах ужасов 1940-х годов», в этой картине Гвин «сыграла Джин, дочь доктора Совака, который в пятницу 13-го числа пересаживает мозг гангстера в голову своего умирающего друга, английского профессора Джорджа Кингсли (Стэнли Риджес) с предсказуемым результатом». Режиссёр Артур Любин снял этот фильм за 18 дней и 124 тысячи долларов. Как отмечает Мэнк, «хотя у фильма есть свои поклонники, тем не менее Гвин требовался более качественный триллер, чтобы стать королевой крика».
В приключенческом криминальном киносериале «Зелёный шершень» (1940) о борьбе с городской преступностью газетного журналиста, скрывающегося под псевдонимом Зелёный шершень, у Гвин была небольшая роль второго плана. Зато она сыграла одну из важнейших ролей злодейки Сони в фантастическом киносериале «Флэш Гордон покоряет Вселенную» (1940) с Бастером Крэббом в заглавной роли.
В то время главной звездой студии была поющая актриса Дина Дурбин, вместе с которой Гвин сыграла одну из своих лучших ролей в музыкальной комедии «Весенний парад» (1940), где она была «восхитительно оживлённой в роли коллеги Дурбин в венской кондитерской». Они стали хорошими подругами, и Гвин была подружкой невесты на свадьбе Дурбин с Воэном Полом в 1941 году.
Несмотря на напряжённый съёмочный график, Гвин часто позировала для известных журналов, «включая памятную обложку для журнала Look 30 января 1940 года, где она в купальнике вытирала мокрые волосы около бассейна». Как отметил Мэнк, в этот период, «отказываясь от развлечений и личной жизни, Гвин постоянно работала и училась на съёмочной площадке. Гвин бралась за всё, что её предлагала студия, и Universal эксплуатировала её на полную катушку».
В феврале-марте 1941 года Гвин сыграла главную роль в комедийном хоррор-триллере в старом мрачном доме «Чёрный кот» (1941) с бюджетом 176 тысяч долларов. Несмотря на звёздный состав, включавший Бэзила Рэтбоуна, Бродерика Кроуфорда, Лугоши и Алана Лэдда, этот фильм не имел успеха. Майкл Брунас, Джон Брунас и Том Уивер в книге «Хорроры Universal» оценили фильм как «неинтересный бурлеск, маскирующийся под фильм ужасов».
В криминальном хорроре «Странное дело доктора Rx» (1942) Гвин была женой частного детектива (Патрик Ноулз), автором детективов и детективом-любителем. На протяжении фильма она с мужем сталкивается с подозрительным доктором Фишем, гориллой-убийцей Бонго и страшным психопатом, который превращает своих жертв-мужчин в седых, безнадёжно безумных идиотов. Как написал Мэнк, «это не более чем комедия в духе фильмов про Тонкого человека, только бедного ряда — это скорее комедия, чем ужасы». На рекламных фото к фильму Гвин позировала в ночной рубашке рядом с гориллой, хотя в фильме такого кадра не было. Патрик Ноулс говорил репортёрам, что работать с Гвин было «огромной радостью», и он хотел бы продолжить серию, «если Энн будет играть в ней женскую роль».
В том же году Гвин сыграла главную женскую роль в комедии с участием Эбботта и Костелло «Загони их, ковбой» (1942), где она была подружкой автора вестернов (Дик Форан), который с трудом представляет себе жизнь на Западе. В этом фильме Форан спел в честь Гвин запоминающуюся балладу, когда они вдвоём ехали на лошадях при лунном свете. По словам Мэнка, Гвин в этом фильме «выглядела очаровательно в ковбойском костюме, ловко управлялась поводьями, и получала удовольствие от общения с комиками».
В криминальной музыкальной мелодраме «Бродвей» (1942) с участием таких голливудских звёзд, как Джордж Рафт и Пэт О’Брайен, Гвин, по мнению Мэнка, «выдала, возможно, свою лучшую игру в роли Перл, танцовщицы кордебалета» и подружки рэкетира (Бродерик Кроуфорд), которого она в конце концов убивает за его измены. По словам Мэнка, в этой картине «Гвин предоставилась возможность не только продемонстрировать свои красивые ноги, но и раскрыть глубину и показать чувства, которые она способна донести как актриса».

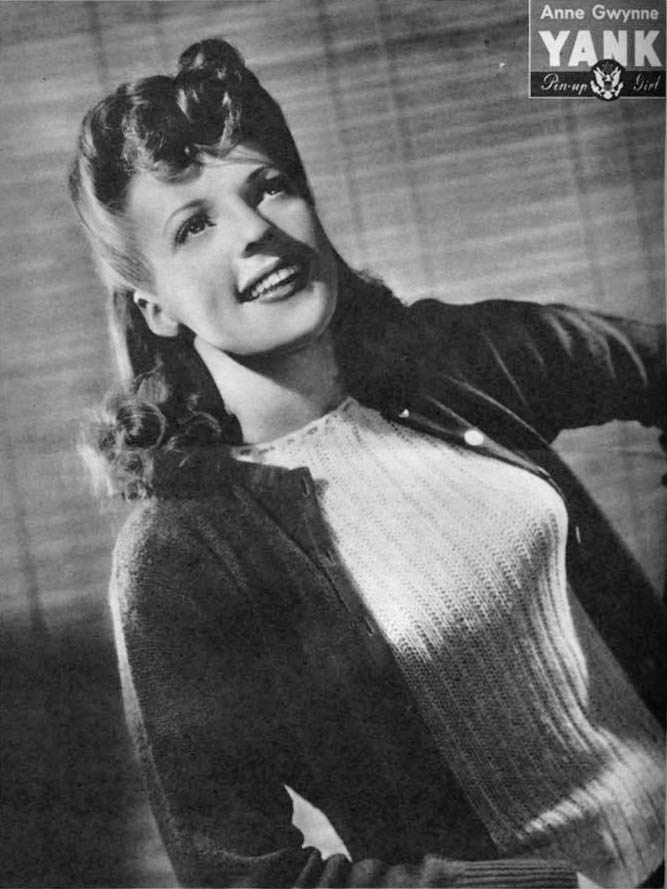
Фото из журнала Yank (1943)

Гвин также сыграла главные или вторые главные женские роли в вестернах «Дорожный агент» (1941), «Люди из Техаса» (1942) и «Город греха» (1942), комедии «Ты говоришь мне» (1942), военной мелодраме «У нас никогда не было утечки» (1943), мюзикле «Главный человек» (1943) и вестерне «Негодяи фронтира» (1943). В 1944 году она сыграла в мюзикле «Девочки Свинг-стрит» (1944), а также в паре с Дэвидом Брюсом в музыкальных комедиях «Луна над Лас-Вегасом» (1944) и «Юг Дикси» (1944). В этот период Гвин стала одной из самых популярных пин-ап девушек, регулярно появляясь на обложках популярных журналов.
В 1944 году Гвин сыграла в паре со своей лучшей подругой, королевой фильмов ужасов Universal Эвелин Анкерс в фильме из цикла «Святая святых» под названием «Странная женщина» (1944). По словам Мэнка, Гвин «была отлична в роли суеверной невесты, которую персонаж Лона Чейни-младшего привозит из тропиков, и которой угрожает безумно ревнивая Анкерс». По мнению киноведа, «в этом фильме Гвин играет с полной искренностью, и её нарастающий ужас — когда Анкерс преследует её телефонными звонками с вуду-заклинаниями — даёт ещё одно доказательство того, какой отличной актрисой она могла бы стать». Как позднее вспоминал режиссёр фильма Реджинальд Ле Борг, было видно, что Анкерс и Гвин настолько любили друг друга, что им было трудно играть врагов в совместной сцене. Он рассказывал: «Анкерс была хорошей подругой Гвин, и в одной из сцен им надо было драться, потому что они соперничали за Чейни в этом фильме. Анкерс не могла сыграть это достаточно хорошо, потому что любила Гвин настолько сильно, что не могла ей сделать ничего плохого».
В том же году Гвин сыграла главную роль в превосходной детективной музыкальной комедии «Убийство в синей комнате» (1944), которую написал соавтор Билли Уайлдера, сценарист И. А. Л. Даймонд. Действие картины происходит в старой усадьбе с тайными проходами и дверями-ловушками, которая открывается заново после 20 лет простоя. На вечеринке по этому поводу, которую организует Нэн, дочь хозяина (её играет Гвин), начинают умирать и пропадать гости, и в конечном итоге Нэн и три певицы, известные как The Jazzy-Belles, раскрывают это дело.
Одним из наиболее важных фильмов Гвин была военная драма «Отважные леди» (1944), где она входила в состав звёздной группы актрис (Лоретта Янг, Джеральдин Фицджеральд, Дайана Бэрримор, Эвелин Анкерс), которые играли лётчиц, доставлявших бомбардировщики с фабрик в действующие войска во время Второй мировой войны. Фильм был санкционирован ВВС США как официальная история Женской службы пилотов Военно-воздушных сил США.
В тот же году вышел фильм ужасов «Дом Франкенштейна» (1944), который, как отмечает кинообозреватель Том Вэлланс, «значим тем, что в нём появились сразу три главных монстра студии Universal — Дракула (его играл великолепный Джон Кэррадайн), Человек-волк (Лон Чейни) и монстр Франкенштейна (Гленн Стрендж)», а также Борис Карлофф в роли профессора Ниманна. В этой картине Гвин сыграла роль Риты, внучатой племянницы бургомистра и невесты Карла Хуссмана (Питер Коу). По мнению Мэнка, это была «лучшая работа Гвин в фильмах ужасов», по которой «поклонники хоррора помнят актрису лучше всего». В начале картины Рита уговаривает мужа, бургомистра и инспектора полиции Арнца (Лайонел Этуилл) пойти с ней на полночное шоу ужасов Нимана, в котором принимает участие воскрешённый профессором Дракула. После представления в доме бургомистра между Ритой и Дракулой «мгновенно возникает химия, высекая сексуальные искры, после того, как граф показывает Рите своё кольцо». Как далее пишет Мэнк, «предвосхищая появление чувственных вампирических жертв Дракулы, которыми позднее прославится студия Hammer, героиня Гвин под чарами Дракулы постепенно превращается из чисто американской аппетитной красотки в томного суккуба. В леденящей душу сцене Рита стоит у окна спиной к камере в тени и продолжительно вздыхает: „Это чудесная ночь. Мрак манит меня. Другой мир. Мир, который я вижу очень далеко и очень близко. Странный и красивый мир“. Рита выходит из тени, идёт на свет и продолжает: „…в котором можно быть мёртвым — и всё равно живым“. Произнося свою речь, она облокачивается на лампу — и в отражении её лицо светится злом. Потрясающий момент». Как далее пишет Мэнк, «конечно, в итоге всё приходит к погоне в стиле Дикого Запада». Дракула несётся на экипаже с Ритой внутри, а за ними гонятся полицейская кавалерия Арнца и Карл на лошади. Преследуемый героями, Дракула в свою очередь преследует вагон с Комнатой ужасов профессора Нимана, в котором находится его гроб. Чтобы скрыться от полиции Ниман безжалостно отцепляет от своего экипажа повозку с гробом графа. Экипаж Дракулы разбивается, он бежит к своему гробу и кричит, так как в этот момент «лучи рассветного солнца превращают дьявольского плейбоя в скелет». Рита спасена, кольцо Дракулы спадает с её пальца и она крепко обнимает Карла. Съёмки фильма проходили в апреле-мае 1944 года, и режиссёр Эрл Кентон уложился в 30-дневный съёмочный график. Как вспоминала Гвин: «Роль была хорошей, но не выдающейся. Мне она доставляла удовольствие, но я в картине всего 25 минут. Мне казалось, что в сценах с Кэррадайном я играла лучше всего в карьере».
К моменту премьеры «Дома Франкенштейна», которая состоялась 15 декабря 1944 года в Нью-Йорке, Гвин уже ушла со студии Universal. Актёр Джеймс Крейг, который играл с ней в «Чёрной пятнице», убедил её перейти к агенту Харольду Роузу, и ради этого Гвин ушла со студии почти одновременно с Анкерс.

### Продолжение кинокарьеры
Как отмечает Мэнк, «вопреки надеждам Гвин оказалась на студиях бедного ряда». В 1946 году она сыграла лишь в двух картинах. Первой был фильм нуар студии Monogram «Страх» (1946). История фильма отдалённо основана на романе Фёдора Достоевского «Преступление и наказание», а Гвин сыграл роль девушки, в которую влюбляется студент-медик, убивший профессора-ростовщика (как выясняется в финале, убийство произошло только в его сне). По мнению Вэлланса, это был «один из лучших фильмов небольшой студии Monogram». В том же году вышел фильм нуар У. Ли Уайлдера «Стеклянное алиби» (1946), в котором беспринципный газетный репортёр (Дуглас Фоули) женится на богатой вдове с больным сердцем, рассчитывая вскоре завладеть её деньгами. Когда же под влиянием любви здоровье вдовы идёт на поправку, репортёр со своей любовницей (её играет Гвин) решает её убить. В своей следующей картине, криминальной комедии «Я звоню в дверной звонок» (1946) на студии PRC Гвин была журналисткой, у которой начинается роман с коллегой из другого издания.

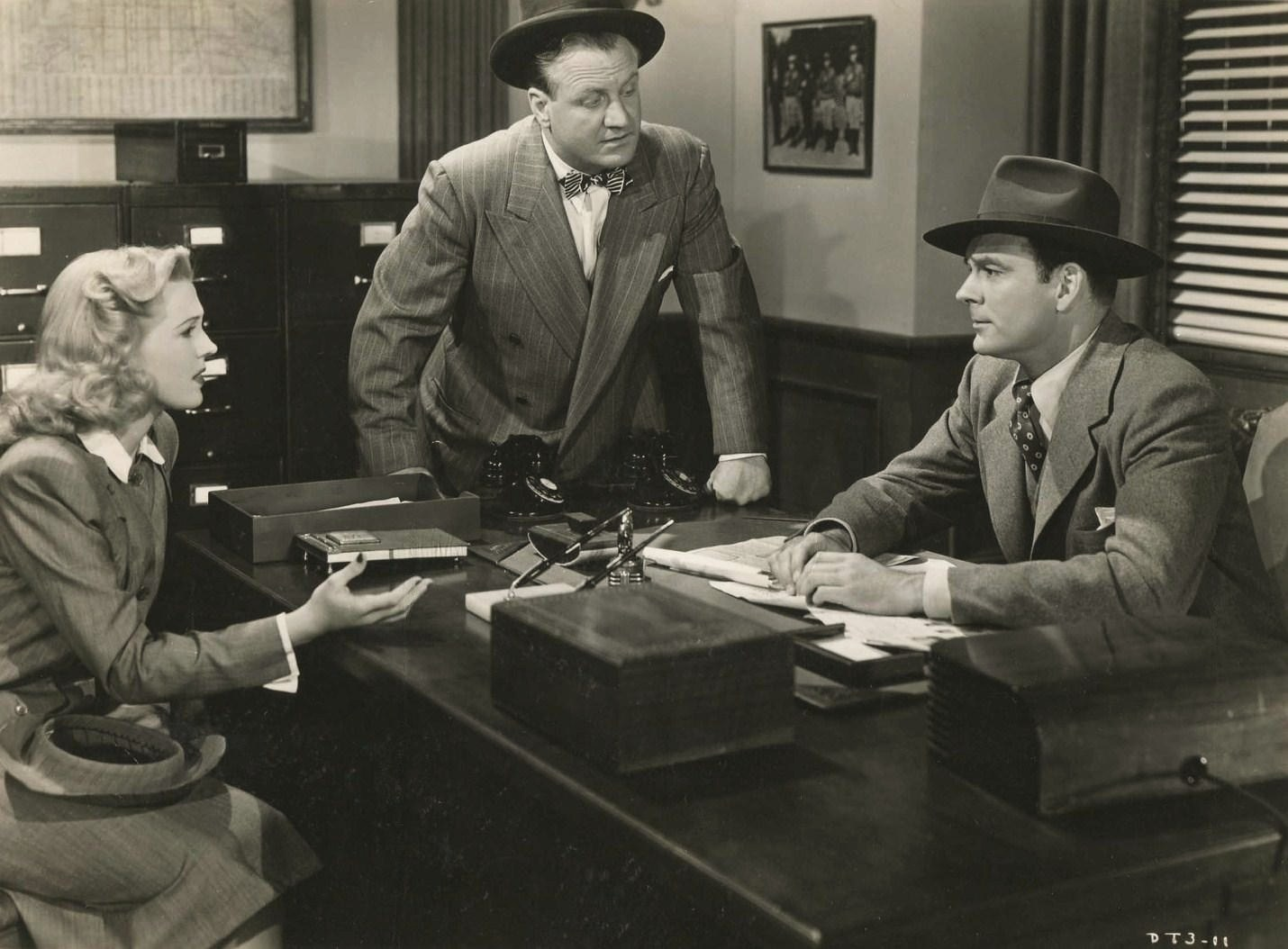
Кадр из фильма «Дик Трейси: Встреча с Ужасным» (1947). Слева направо: Энн Гвин, Лайл Лайтелл и Ральф Бёрд

В 1947 году Гвин исполнила главную роль в криминальной драме студии RKO Pictures «Дик Трейси: встреча с Ужасным» (1947). В этом фильме актриса сыграла Тесс Трухарт, возлюбленную детектива Дика Трейси (Ральф Бирд), которая становится случайной свидетельницей банковского ограбления, которое совершает банда во главе со сбежавшим уголовником Ужасным (Борис Карлофф). По мнению историка кино Денниса Шварца, этот фильм был «самым лучшим в этой серии фильмов RKO. Причина, по которой этот бодрый фильм категории В столь великолепен, заключается в совершенно восхитительной игре Карлоффа в роли злобного бандита Ужасного». Гвин также считала фильм «очень хорошим» и «наверное, одним из лучших, которые я сделала, будучи фрилансером», но была разочарована малым совместным временем с Карлоффом.
В 1947 году она сыграла главные женские роли в криминальной комедии «Убийца Дилл» (1947) и на Republic в странной комедии с призраком «Призрак вышел из себя» (1947), а также в криминальном экшне «Корпорация „Поджог“» (1948), которые сама актриса назвала «халтурой». В июне 1949 года обозреватель Дороти Мэннерс написала: «Гвин, которая снялась в 50 фильмах категории В, пошла на ещё один. Она говорит, что даже не будет пытаться делать нервные фильмы категории А» , и «значительно сократит свою активность ради воспитания детей».
В дальнейшем Гвин сыграла главные женские роли в таких фильмах категории В, как, фильм нуар «Срыв» (1952), а также вестерны «Сверкающее солнце» (1950) на студии Columbia с Джином Отри, «Король кнута» (1950) и «Зов Клондайка» (1950). Но, как пишет Мэнк, «реальным потрясением для Гвин стал фантастический хоррор „Подросток-монстр“ (1957)», в котором она получила роль матери юноши, который после обнаружения метеорита начинает быстро стареть и превращаться в психопатического человека-зверя. Гвин открыто говорила о фильме: «Это была наихудшая вещь, которую я когда-либо делала и когда-либо могла сделать… Это очень плохой фильм. И помимо всего прочего три года спустя продюсеры выпустили его снова под названием „Монстр-метеор“. Я отказываюсь это смотреть. После этого я сказала: „Больше никогда“».
После этого фильма Гвин взяла длительную паузу в работе, сыграв лишь в 1970 году очень маленькую роль матери Майкла Дугласа в фильме «Адам в шесть часов утра» (1970) .

## Работа на телевидении
В 1947—1951 годах Гвин играла постоянную роль секретарши окружного прокурора в 12 эпизодах первого, снятого для телевидения, драматического сериала «Общественный обвинитель» (1947—1951). Она также играла в таких сериалах, как «Опознание» (1956), «Дни в долине смерти» (1957), «Спасатели 8» (1958) и «Северо-западный проход» (1959).

## Актёрское амплуа и оценка творчества
По мнению историков кино, Энн Гвин обладала всеми данными, чтобы стать крупной звездой. Хэл Эриксон описывал её как «красивую и живую» актрису, Том Вэлланс назвал её «красавицей с тициановыми волосами и ореховыми глазами», которая была «одной из самых популярных звёзд категории В во время Второй мировой войны», а историк кино Гэри Брамбург описал её как «яркую, поразительно красивую актрису», которая обладала «внешностью и талантом, чтобы стать звездой высшего уровня, но ей не хватило везения».
По мнению историка кино Тома Уивера, «для поклонников фильмов ужасов Universal 1940-х годов Энн была одной из лучших и самых популярных исполнительниц главных ролей. В отличие от многих экзотичных героинь хоррора 1930-х годов, которые обычно были, или, по крайней мере играли английский, европейский или в лучшем случае межатлантический тип, Энн была энергичной, живой очень американской девушкой из соседнего двора — предметом мгновенной влюблённости для преимущественно мужской аудитории этих фильмов».
Гвин начала свою кинокарьеру в 1939 году на студии Universal Pictures, где быстро стала ведущей актрисой множества научно-фантастических фильмов и фильмов ужасов, начиная с киносериала «Флэш Гордон покоряет Вселенную» (1940) и хоррор-комедии «Чёрная пятница» (1940), где её партнёрами были Борис Карлофф и Бела Лугоши. Как пишет Хэл Эриксон, в дальнейшем «её охотно брали на главные роли в фильмах категории В», среди которых выделяются фильмы ужасов «Чёрный кот» (1941), «Странное дело доктора Rx» (1942), «Дом Франкеншейна» (1944) и «Странная женщина» (1944), а также детективы «Убийство в синей комнате» (1944) и «Дик Трейси: Встреча с Ужасным» (1947). По словам Мирны Оливер, «свои самые запоминающиеся роли Гвин сыграла в фильмах ужасов, работая с такими звёздами жанра, как Борис Карлофф, Бэзил Рэтбоун, Бела Лугоши и Лон Чейни-младший».
Как отмечает Мэнк, «Гвин трижды играла с „королём хоррора“ Карлоффом — в „Чёрной пятнице“ (где был ещё и Лугоши), „Доме Франкенштейна“ и в фильме RKO „Дик Трейси: встреча с Ужасным“. Хотя у Гвин было немного фильмов с чудовищами Universal, тем не менее, в „Доме Франкенштейна“ ей удалось сыграть сразу с тремя из них — Дракулой, Человеком-волком и монстром Франкенштейна (хотя в её сегменте этой картины присутствовал только Дракула)». По словам Мэнка, «в отличие от своей коллеги и близкой подруги Эвелин Анкерс, Гвин всегда была поразительно свежей и симпатичной, с ногами, как у Бетти Грейбл, и собственным особым шармом. Помимо всего прочего, Гвин играла также с Диной Дурбин, Эбботтом и Костелло, она также танцевала и играла всё — фарс, мелодраму и вестерн».
По словам Мэнка, «безжалостно эксплуатируемая студией, Гвин сыграла в десятках фильмах Universal, но у неё так и не было картин высокого уровня». Как отмечено в IMDb, «хотя она редко поднималась выше звёзд второго уровня, она была довольно популярна среди военнослужащих как девушка с обложки во время Второй мировой войны». Согласно статье в журнале «Лайф» от 15 февраля 1943 года, Гвин была одной из пяти самых популярных девушек с обложки во время Второй мировой войны. В течение двух лет она также была девушкой с обложки номер 1 журнала Yank для американских военнослужащих. Вэлланс также отмечает, что она была «любимой девушкой с обложки в Вооружённых силах, она даже получила на студии прозвище девушка TNT (Trim (элегантная), Neat (стройная) и Terrific (потрясающая))».
В 1982 году Гвин сказала писателю Ричарду Лампарски, что хотела бы играть снова, с некоторым сожалением мечтательно говоря о своей карьере: «Мне бы стоило более настойчиво добиваться лучших картин. Мария Монтес жаловалась абсолютно на всё, и учила меня ни с чем не мириться. Они сделали её звездой, и я уверена, что её требования сыграли в этом важную роль. Это было занятое, счастливое время моей жизни, и я ни о чём не сожалею. Но должна признать, что время о времени я думаю о том, что произошло бы, если бы в своё время я бы всё-таки пошла на собеседование в Warners».

## Личная жизнь
Накануне Рождества 1945 года состоялась свадьба Гвин с голливудским адвокатом Максом М. Гилфордом, на которой Анкерс была подружкой невесты. В июле 1946 года Гвин родила дочь, которую назвали Глория Гвин Гилфорд, а в сентябре 1948 года родился сын Грегори.
В 1965 году умер муж Гвин. В книге о старых актёрах «Что стало с…?» (1976) её автор Ричард Лампарски сообщил, что Гвин «живёт в одиночестве в долине Сан-Фернандо, и, чтобы чем-то заняться, работает секретаршей». В начале 1980-х годов Лампарски собрал у себя дома некоторых своих любимых актёров, о которых написал книгу, включая Гвин, чтобы они оставили свои автографы на цементе у его дома в горах около студии Universal.В 1985 году Гвин пережила тяжёлый удар, когда узнала, что Эвелин Анкерс умерла от рака на Гавайях. В это время она стала посещать мероприятия для старых звёзд Universal, которые проводил историк кино Майкл Фитцджеральд. Помимо общения с Фитцджеральдом, в последние годы жизни она избегала каких-либо интервью .
Её дочь Гвин Гилфорд, стала актрисой, сыгравшей более чем в 20 фильмах и сериалах, среди которых фильмы «Берегись капли» (1972) и «Затмение» (1980) . Муж дочери, актёр Роберт Пайн, сыграл почти в 50 фильмах, среди них «Монстры, идите домой» (1966) и «Империя муравьёв» (1977). Он также сыграл более чем в 150 телесериалах, в том числе исполнял постоянную роль сержанта в сериале «Калифорнийский дорожный патруль» (1977—1983).

## Смерть
В начале 1990-х годов у себя дома Гвин перенесла тяжёлый инсульт, и, как говорят, долгое время находилась в беспомощном состоянии, пока её не нашли. Как пишет Мэнк, «эта болезнь наряду с многолетней закрытостью и определённой печальной задумчивостью в глазах, которые она демонстрировала на встречах ветеранов Universal, настраивали её поклонников на пессимистический лад». После первого инсульта в начале 1990-х годов здоровье Гвин пошатнулось.
Энн Гвин умерла 31 марта 2003 года в возрасте 84 лет от инсульта после операции в больнице в Вудленд-Хиллз.
У неё осталась дочь Гвин Гилфорд (Пайн) и сын Грегори Гилфорд, а также внучка Кэтрин Пайн и внук Крис Пайн, который стал успешным актёром.

## Фильмография
| Год       |     | Русское название               | Оригинальное название              | Роль                                               |
| --------- | --- | ------------------------------ | ---------------------------------- | -------------------------------------------------- |
| 1939      | ф   | Неожиданный отец               | Unexpected Father                  | Китти, девушка из шоу                              |
| 1939      | ф   | Фронтир Оклахомы               | Oklahoma Frontier                  | Джанет Рэнкин                                      |
| 1939      | ф   | Человек из Монреаля            | The Man from Montreal              | Дорис Блэр                                         |
| 1939      | ф   | Маленький инцидент             | Little Accident                    | блондинка (в титрах не указана)                    |
| 1939      | ф   | Большой парень                 | The Big Guy                        | друг Джоан (в титрах не указана)                   |
| 1939      | ф   | Чарли Маккарти, детектив       | Charlie McCarthy, Detective        | мисс Ларкин, медсестра Чарли (в титрах не указана) |
| 1940      | ф   | Медовый месяц отложен          | Honeymoon Deferred                 | Сесиль Блейдс                                      |
| 1940      | ф   | Чёрная пятница                 | Black Friday                       | Джин Совак                                         |
| 1940      | ф   | Флэш Гордон покоряет Вселенную | Flash Gordon Conquers the Universe | Соня                                               |
| 1940      | ф   | Сэнди – это леди               | Sandy Is a Lady                    | Милли                                              |
| 1940      | ф   | Негодяй из Ред-Батта           | Bad Man from Red Butte             | Тибби Мейсон                                       |
| 1940      | ф   | Весенний вальс                 | Spring Parade                      | Дженни                                             |
| 1940      | ф   | Дайте нам крылья               | Give Us Wings                      | Джули Мейсон                                       |
| 1940      | ф   | Зелёный Шершень                | The Green Hornet                   | Джозефин Уивер (в титрах не указана)               |
| 1940      | ф   | Подставленный                  | Framed                             | девушка (в титрах не указана)                      |
| 1940      | ф   | Это – свидание                 | It's a Date                        | девушка из общества (в титрах не указана)          |
| 1941      | ф   | Милая девушка?                 | Nice Girl?                         | Сильвия Дана                                       |
| 1941      | ф   | Вашингтонская мелодрама        | Washington Melodrama               | Мэри Морган                                        |
| 1941      | ф   | Чёрный кот                     | The Black Cat                      | Элейн Уинслоу                                      |
| 1941      | ф   | Тесная обувь                   | Tight Shoes                        | Рут                                                |
| 1941      | ф   | Мафиозный город                | Mob Town                           | Марион Баркер                                      |
| 1941      | ф   | Мелоди-лейн                    | Melody Lane                        | Патриция Рейнольдс                                 |
| 1941      | ф   | Дорожный агент                 | Road Agent                         | Патриция Ливитт                                    |
| 1942      | ф   | Не переходите на личности      | Don't Get Personal                 | Сьюзен Блейр                                       |
| 1942      | ф   | Тюремный блюз                  | Jail House Blues                   | Дорис Дэниелс                                      |
| 1942      | ф   | Загони их, ковбой              | Ride 'Em Cowboy                    | Энн Шоу                                            |
| 1942      | ф   | Странное дело доктора Rx       | The Strange Case of Doctor Rx      | Кит Логан Чёрч                                     |
| 1942      | ф   | Ты мне говоришь                | You're Telling Me                  | Кит Беллами                                        |
| 1942      | ф   | Бродвей                        | Broadway                           | Перл                                               |
| 1942      | ф   | Люди из Техаса                 | Men of Texas                       | Джейн Бакстер Скотт                                |
| 1942      | ф   | Город греха                    | Sin Town                           | Лора Кирби                                         |
| 1942      | кор | Держа себя в форме             | Keeping Fit                        | медсестра                                          |
| 1943      | ф   | У нас никогда не было утечки   | We've Never Been Licked            | Нина Ламберт                                       |
| 1943      | ф   | Негодяи с фронтира             | Frontier Badmen                    | Крис Прентис                                       |
| 1943      | ф   | Главный человек                | Top Man                            | Пэт Уоррен                                         |
| 1943      | кор | К народу Соединенных Штатов    | To the People of the United States | медсестра (в титрах не указана)                    |
| 1944      | ф   | Отважные женщины               | Ladies Courageous                  | Джерри Вейл                                        |
| 1944      | ф   | Странная женщина               | Weird Woman                        | Пола Клейтон Рид                                   |
| 1944      | ф   | Луна над Лас-Вегасом           | Moon Over Las Vegas                | Марион Корбетт                                     |
| 1944      | ф   | К югу от Дикси                 | South of Dixie                     | Дикси Холистер                                     |
| 1944      | ф   | Девочки Свинг-стрит            | Babes on Swing Street              | Фрэнсис Карлайл                                    |
| 1944      | ф   | Убийство в синей комнате       | Murder in the Blue Room            | Нэн                                                |
| 1944      | ф   | Дом Франкенштейна              | House of Frankenstein              | Рита Хассман                                       |
| 1946      | ф   | Я звоню в дверные звонки       | I Ring Doorbells                   | Брук Питерс                                        |
| 1946      | ф   | Страх                          | Fear                               | Эйлин Сивенс                                       |
| 1946      | ф   | Стеклянное алиби               | The Glass Alibi                    | Белль Мартин                                       |
| 1947      | ф   | Призрак выходит из себя        | The Ghost Goes Wild                | Филлис Бичер                                       |
| 1947      | ф   | Убийца Дилл                    | Killer Dill                        | Джуди Паркер                                       |
| 1947      | ф   | Дик Трейси: Встреча с Ужасным  | Dick Tracy Meets Gruesome          | Тесс Трухарт                                       |
| 1947—1951 | с   | Общественный обвинитель        | Public Prosecutor                  | Патриция Келли (12 эпизодов)                       |
| 1948      | ф   | Панхэндл                       | Panhandle                          | Джун О'Кэрролл                                     |
| 1948      | ф   | Волшебная долина               | The Enchanted Valley               | Мидж Грэй                                          |
| 1949      | ф   | Корпорация «Поджог»            | Arson, Inc.                        | Джейн Дженнингс                                    |
| 1950      | ф   | Сверкающее солнце              | The Blazing Sun                    | Китти                                              |
| 1950      | ф   | Зов Клондайка                  | Call of the Klondike               | Нэнси Крейг                                        |
| 1950      | ф   | Король кнута                   | King of the Bullwhip               | Джейн Керриган                                     |
| 1952      | ф   | Срыв                           | Breakdown                          | Кэнди Аллен                                        |
| 1952      | ф   | Монстр-подросток               | Teenage Monster                    | Рут Кэннон                                         |
| 1953      | с   | Рамар из джунглей              | Ramar of the Jungle                | Нэнси Арлингтон                                    |
| 1956      | с   | Опознание                      | The Lineup                         | Дорин Галлахер                                     |
| 1957      | с   | Дни в долине смерти            | Death Valley Days                  | Белль Клейтон                                      |
| 1958      | с   | Спасение 8                     | Rescue 8                           | Марта Бланчард                                     |
| 1959      | с   | Северо-западный путь           | Northwest Passage                  | Шейла Шарк                                         |
| 1970      | ф   | Адам в шесть часов утра        | Adam at Six A.M.                   | миссис Гейнс                                       |